# Ječmen setý
Ječmen setý (Hordeum vulgare) je druh obiloviny z čeledi lipnicovité (Poaceae).

## Botanická charakteristika

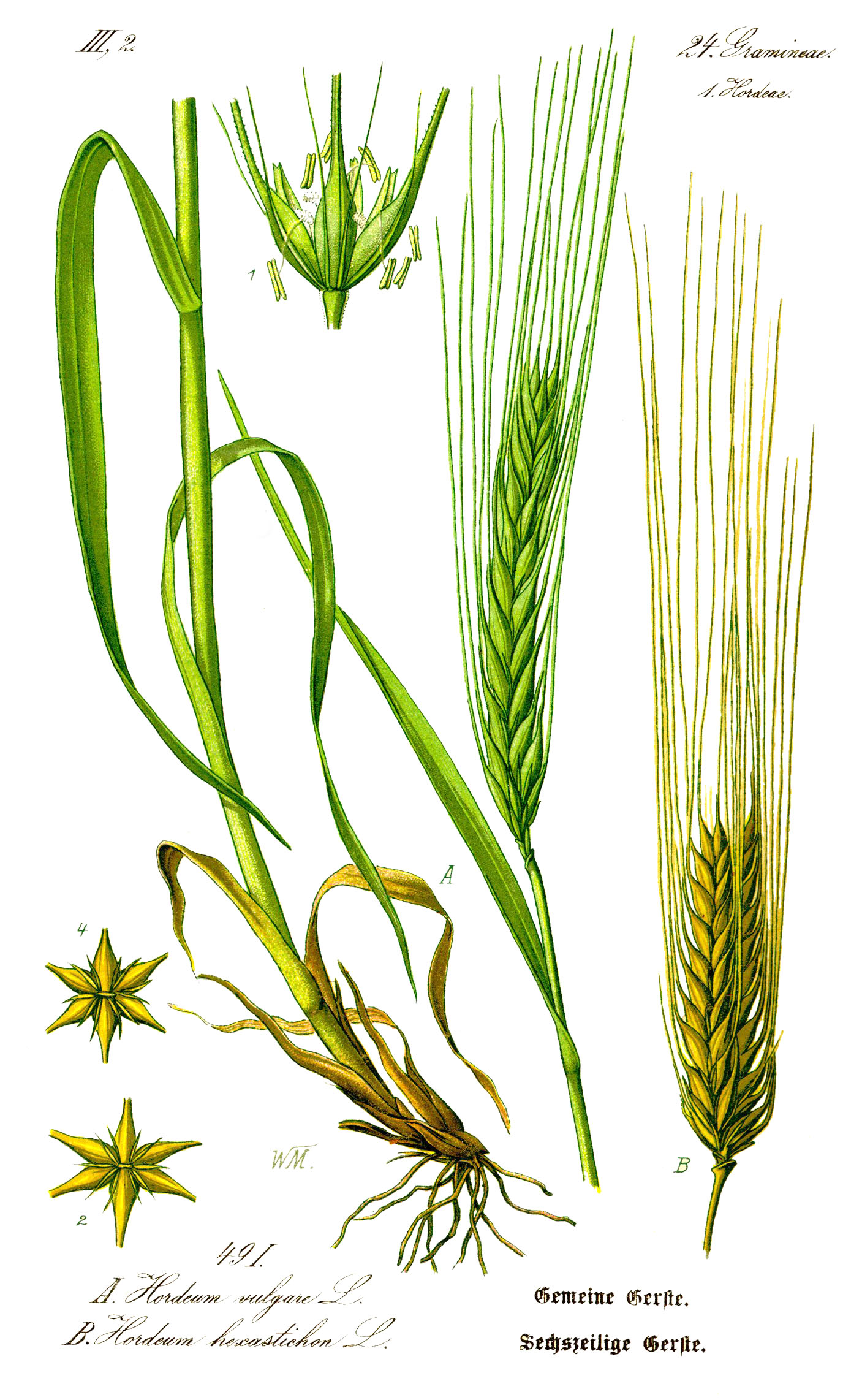
Morfologie ječmenu setého

Ječmen setý (Hordeum vulgare) je jediným kulturním zástupcem rodu ječmen (Hordeum). Ječmeny jsou jednoleté či víceleté rostliny. Květenstvím je klas, plodem obilka.

## Využití
Nejvýznamnějším způsobem využití ječmene je výroba sladu určeného k výrobě piva a whisky.